# アブダビコンバット
ADCCサブミッション・ファイティング世界選手権（ADCC Submission Fighting World Championship、略称アブダビコンバット）は、ADCCサブミッション・ファイティング世界連盟が主催するグラップリングの国際大会。
「寝技世界一決定戦」として知られ、2年に一度開催される。旧名はADCCサブミッション・レスリング世界選手権。

## 概要
アブダビ首長にしてアラブ首長国連邦初代大統領を務めたザーイド・ビン＝スルターン・アール＝ナヒヤーンの第6王子、タハヌーン・ビン＝スルターン・ビン・アール＝ナヒヤーンがアメリカ留学中の1993年にUFCの第1回大会を観戦し感銘を受けブラジリアン柔術を学んだのが始まり。帰国後の1998年にアブダビで、柔術家、サンビスト、レスリング選手、総合格闘家など世界中からトップファイターを招き高額の賞金がかかったサブミッション・レスリングのトーナメントを開催した。なお、賞金をはじめとした運営費用はタハヌーン王子の自己資産のみでまかなわれていた。
2003年から2年に一度、各国で大会が行われる現在の形式になり、地区予選が導入された。地区予選は、北アメリカ予選、南アメリカ予選、ヨーロッパ予選、アジア・オセアニア予選（2007年までは日本予選）が開催されている。
過去に日本人では2001年に菊田早苗が88kg未満級で優勝を果たしている。ブラジリアン柔術家以外からの優勝は数えるほどで、驚愕を持って迎えられた。また、2007年には女子55kg未満級で塩田さやかが優勝を果たした。

## ルール
全ての打撃が禁止され、サブミッション・組み技のみが許された試合で、関節技・絞め技による一本決着、またはテイクダウン・ポジショニング・パスガード・スイープなどに与えられるポイントでの決着を目指す。
- 反則
  - 全ての打撃
  - 腕、手、膝で相手の顔を押し付ける行為
  - フルネルソンやクルスフィックスなど首を折る、首を捻る技
  - 喉（気管）を手で掴んで絞める行為
  - スラムは関節技・絞め技を仕掛けられている際に使うのは有効だが（ただし頭から落とすのは反則）、それ以外のスラムは反則となる

### ポイント
- 2ポイント
  - テイクダウン（相手がハーフガードを含むガードポジションの場合）
  - スイープ（相手がハーフガードを含むガードポジションの場合）
  - マウントポジション
  - ニーインザベリー
- 3ポイント
  - パスガード
  - 両脚を相手の股の内側に絡めるバックマウント
- 4ポイント
  - クリア・テイクダウン（同時にポジションを奪った場合）
  - クリア・スイープ（同時にポジションを奪った場合）

### ネガティブポイント
- 減点対象となる行為
  - 引き込み（ジャンピング・ガード、シッティング・ガード）
  - 一方の選手がスタンド、もう一方の選手がグラウンドの状態を取り続けること（スタンド側選手が減点対象となる）
  - オープンガードのインサイドで膠着すること
  - クローズガードを使用して膠着を誘発すること
  - スタンドの状態で、組むのを避け後方に下がるなどの消極的な姿勢
  - 関節技を仕掛けられた場合などに場外へ逃避すること

### 試合時間
世界選手権は、本戦10分＋延長戦5分（ゴールデンスコア方式）。決勝戦は本戦20分＋延長戦10分×最大2R。ただし本戦は5分（決勝戦は10分）を経過しないとポイントが加算されないので、その時間はサブミッションによる一本決着でしか試合が終了しない。
地区予選では、本戦6分＋延長戦3分で、決勝戦は本戦8分＋延長戦4分。本戦は3分（決勝戦は4分）を経過しないとポイントが加算されない。

### 試合場
ロープ・金網・フェンス等のない9m×9mのマット上で行われる。
（ルールの詳細は、公式サイトの「RULES & REGULATIONS」または、「ADCC JAPAN競技ルールと競技規定」を参照。用語についてはグラウンドポジションを参照）

### 階級
- 男子部門
  - 66kg未満級
  - 77kg未満級
  - 88kg未満級
  - 99kg未満級
  - 99kg以上級
  - 無差別級
- 女子部門（2009年以降）
  - 60kg未満級
  - 60kg以上級

（女子部門は2005年3階級、2007年5階級だったが、2009年以降は2階級となっている）

## 歴代優勝者
詳細は 大会公式記録 を参照。

### 男子
| 開催年 | 開催地         | 66 kg                          | 77 kg                            | 88 kg                        | 99 kg                        | +99 kg                           | 無差別級                     |
| ------ | -------------- | ------------------------------ | -------------------------------- | ---------------------------- | ---------------------------- | -------------------------------- | ---------------------------- |
| 1998   | アブダビ       | アレッシャンドリ・ソッカ (1/1) | ヘンゾ・グレイシー (1/2)         | ホドリゴ・グレイシー (1/1)   | マリオ・スペーヒー (1/2)     | リコ・ロドリゲス (1/1)           | マリオ・スペーヒー (2/2)     |
| 1999   | アブダビ       | ホイラー・グレイシー (1/3)     | ジャン・ジャック・マチャド (1/1) | カリーム・バルコロフ (1/1)   | ジェフ・モンソン (1/2)       | マーク・ケアー (1/3)             | ホベルト・トラヴェン (1/1)   |
| 2000   | アブダビ       | ホイラー・グレイシー (2/3)     | ヘンゾ・グレイシー (2/2)         | サウロ・ヒベイロ (1/2)       | ヒカルド・アローナ (1/3)     | マーク・ケアー (2/3)             | マーク・ケアー (3/3)         |
| 2001   | アブダビ       | ホイラー・グレイシー (3/3)     | マーシオ・フェイトーザ (1/1)     | 菊田早苗 (1/1)               | ヒカルド・アローナ (2/3)     | マーク・ロビンソン (1/1)         | ヒカルド・アローナ (3/3)     |
| 2003   | サンパウロ     | レオナルド・ヴィエイラ (1/2)   | マルセロ・ガッシア (1/4)         | サウロ・ヒベイロ (2/2)       | ユノラフ・エイネモ (1/1)     | マーシオ・クルーズ (1/1)         | ディーン・リスター (1/2)     |
| 2005   | ロサンゼルス   | レオナルド・ヴィエイラ (2/2)   | マルセロ・ガッシア (2/4)         | ホナウド・ジャカレイ (1/1)   | ホジャー・グレイシー (1/2)   | ジェフ・モンソン (2/2)           | ホジャー・グレイシー (2/2)   |
| 2007   | トレントン     | ハニ・ヤヒーラ (1/1)           | マルセロ・ガッシア (3/4)         | デミアン・マイア (1/1)       | シャンジ・ヒベイロ (1/2)     | ファブリシオ・ヴェウドゥム (1/2) | ロバート・ドリスデール (1/1) |
| 2009   | バルセロナ     | ハファエル・メンデス (1/2)     | パブロ・ポポビッチ (1/1)         | ブラウリオ・エスティマ (1/2) | シャンジ・ヒベイロ (2/2)     | ファブリシオ・ヴェウドゥム (2/2) | ブラウリオ・エスティマ (2/2) |
| 2011   | ノッティンガム | ハファエル・メンデス (2/2)     | マルセロ・ガッシア (4/4)         | アンドレ・ガウヴァオン (1/2) | ディーン・リスター (2/2)     | ヴィニシウス・マガリャエス (1/1) | アンドレ・ガウヴァオン (2/2) |
| 2013   | 北京           | フーベンス・シャーレス (1/3)   | クロン・グレイシー (1/1)         | ホムロ・バハル (1/1)         | ジョアオ・アシス (1/1)       | マーカス・アルメイダ (1/2)       | ホベルト・アヴェルー (1/1)   |
| 2015   | サンパウロ     | フーベンス・シャーレス (2/3)   | ダヴィ・ハモス (1/1)             | ユーリ・シモエス (1/3)       | ホドウフォ・ヴィエイラ (1/1) | オーランド・サンチェス (1/1)     | クラウジオ・カラザンス (1/1) |
| 2017   | エスポー       | フーベンス・シャーレス (3/3)   | ジョナサン・トーレス (1/2)       | ゴードン・ライアン (1/4)     | ユーリ・シモエス (2/3)       | マーカス・アルメイダ (2/2)       | フェリッペ・ペナ (1/1)       |
| 2019   | アナハイム     | アウグスト・メンデス (1/1)     | ジョナサン・トーレス (2/2)       | Matheus Diniz (1/1)          | ゴードン・ライアン (2/4)     | カイナン・デュアルチ (1/2)       | ゴードン・ライアン (3/4)     |
| 2022   | ラスベガス     | ジオゴ・ヘイス (1/1)           | ケイド・ルオトロ (1/1)           | ジャンカルロ・ボドニ (1/1)   | カイナン・デュアルチ (2/2)   | ゴードン・ライアン (4/4)         | ユーリ・シモエス (3/3)       |

### 女子

#### 2005年
| 開催年 | 開催地        | 60 kg                    | +60 kg                       | 無差別級                     |
| ------ | ------------- | ------------------------ | ---------------------------- | ---------------------------- |
| 2005   | United States | キーラ・グレイシー (1/3) | ジュリアナ・ボルジェス (1/2) | ジュリアナ・ボルジェス (2/2) |

#### 2007年
| 開催年 | 開催地        | 55 kg            | 61 kg                    | 67 kg                      | +67 kg                 | 無差別級                   |
| ------ | ------------- | ---------------- | ------------------------ | -------------------------- | ---------------------- | -------------------------- |
| 2007   | United States | 塩田さやか (1/1) | キーラ・グレイシー (2/3) | アネッチ・エスタッキ (1/3) | ペニー・トーマス (1/1) | アネッチ・エスタッキ (2/3) |

#### 2009年-2022年
| 開催年 | 開催地         | 60 kg                      | +60 kg                         |
| ------ | -------------- | -------------------------- | ------------------------------ |
| 2009   | Spain          | ルアナ・アズギエル (1/1)   | アネッチ・エスタッキ (3/3)     |
| 2011   | United Kingdom | キーラ・グレイシー (3/3)   | ギャビ・ガルシア (1/4)         |
| 2013   | China          | ミッシェル・ニコリニ (1/1) | ギャビ・ガルシア (2/4)         |
| 2015   | Brazil         | マッケンジー・ダーン (1/1) | アナ・ロウラ・コルデイロ (1/1) |
| 2017   | Finland        | ビア・メスキータ (1/1)     | ギャビ・ガルシア (3/4)         |
| 2019   | United States  | ビアンカ・バジリオ (1/1)   | ギャビ・ガルシア (4/4)         |
| 2022   | United States  | フィオン・デービース (1/1) | エイミー・カンポ (1/1)         |

### 歴代スーパーファイト王者
- この試合は基本的にスーパーファイト王者と前回大会の無差別級優勝者とで行われる。

| 開催年 | 開催地               | 勝者                         | 敗者                       |
| ------ | -------------------- | ---------------------------- | -------------------------- |
| 1999   | United Arab Emirates | マリオ・スペーヒー (1/2)     | エンセン井上               |
| 2000   | United Arab Emirates | マリオ・スペーヒー (2/2)     | ホベルト・トラヴェン       |
| 2001   | United Arab Emirates | マーク・ケアー (1/1)         | マリオ・スペーヒー         |
| 2003   | Brazil               | ヒカルド・アローナ (1/1)     | マーク・ケアー             |
| 2005   | United States        | ディーン・リスター (1/1)     | ジャン・ジャック・マチャド |
| 2007   | United States        | ホジャー・グレイシー (1/1)   | ユノラフ・エイネモ         |
| 2009   | Spain                | ホナウド・ジャカレイ (1/1)   | ロバート・ドリスデール     |
| 2011   | United Kingdom       | ブラウリオ・エスティマ (1/1) | ホナウド・ジャカレイ       |
| 2013   | China                | アンドレ・ガウヴァオン (1/4) | ブラウリオ・エスティマ     |
| 2015   | Brazil               | アンドレ・ガウヴァオン (2/4) | ホベルト・アヴェルー       |
| 2017   | Finland              | アンドレ・ガウヴァオン (3/4) | クラウジオ・カラザンス     |
| 2019   | United States        | アンドレ・ガウヴァオン (4/4) | フェリッペ・ペナ           |
| 2022   | United States        | ゴードン・ライアン (1/1)     | アンドレ・ガウヴァオン     |

## 歴代入賞者

### ADCC 2022
第14回、2022年9月17日 - 18日、アメリカ合衆国・ラスベガス。詳細は 大会公式記録 を参照。
| 階級           | 優勝                 | 準優勝                 | 第3位                        |
| -------------- | -------------------- | ---------------------- | ---------------------------- |
| 66kg未満級     | ジオゴ・ヘイス       | ガブリエル・ソウザ     | ディエゴ・パト・オリヴェイラ |
| 77kg未満級     | ケイド・ルオトロ     | ミカ・ガルバォン       | ダンテ・リオン               |
| 88kg未満級     | ジャンカルロ・ボドニ | ルーカス・バルボーザ   | ヴァグネウ・ホシャ           |
| 99kg未満級     | カイナン・デュアルチ | クレイグ・ジョーンズ   | ニコラス・メレガリ           |
| 99kg以上級     | ゴードン・ライアン   | ニック・ロドリゲス     | ルーズベルト・ソウザ         |
| 無差別級       | ユーリ・シモエス     | ニコラス・メレガリ     | タイ・ルオトロ               |
| 女子60kg未満級 | フィオン・デービス   | ブリアンナ・セテマリー | ビア・メスキータ             |
| 女子60kg以上級 | エイミー・カンポ     | ハファエラ・ゲデス     | ギャビ・ガルシア             |

### ADCC 2019
第13回、2019年9月28日 - 29日、アメリカ合衆国・アナハイム。詳細は 大会公式記録 を参照。
| 階級           | 優勝                 | 準優勝                     | 第3位                  |
| -------------- | -------------------- | -------------------------- | ---------------------- |
| 66kg未満級     | アウグスト・メンデス | ケネディ・マルシエル       | パウロ・ミヤオ         |
| 77kg未満級     | ジョナサン・トーレス | ワグナー・ホシャ           | ゲイリー・トノン       |
| 88kg未満級     | Matheus Diniz        | クレイグ・ジョーンズ       | Josh Hinger            |
| 99kg未満級     | ゴードン・ライアン   | ヴィニシウス・ガッツォーラ | ルーカス・バルボーザ   |
| 99kg以上級     | カイナン・デュアルチ | ニック・ロドリゲス         | マーカス・アルメイダ   |
| 無差別級       | ゴードン・ライアン   | マーカス・アルメイダ       | ラクラン・ジャイルズ   |
| 女子60kg未満級 | ビアンカ・バジリオ   | フィオン・デービス         | エルヴィラ・カルピネン |
| 女子60kg以上級 | ギャビ・ガルシア     | カリーナ・サンティ         | タイアニ・ポルフィリオ |

### ADCC 2017
第12回、2017年9月23日 - 24日、フィンランド・エスポー。詳細は 大会公式記録 を参照。
| 階級           | 優勝                   | 準優勝                 | 第3位                  |
| -------------- | ---------------------- | ---------------------- | ---------------------- |
| 66kg未満級     | フーベンス・シャーレス | AJ・アガザーム         | パウロ・ミヤオ         |
| 77kg未満級     | ジョナサン・トーレス   | ルーカス・レプリ       | ワグナー・ホシャ       |
| 88kg未満級     | ゴードン・ライアン     | キーナン・コーネリアス | シャンジ・ヒベイロ     |
| 99kg未満級     | ユーリ・シモエス       | フェリッペ・ペナ       | ジャクソン・ソウザ     |
| 99kg以上級     | マーカス・アルメイダ   | オーランド・サンチェス | ホベルト・アヴェルー   |
| 無差別級       | フェリッペ・ペナ       | ゴードン・ライアン     | マーカス・アルメイダ   |
| 女子60kg未満級 | ビア・メスキータ       | ビアンカ・バジリオ     | ミッシェル・ニコリニ   |
| 女子60kg以上級 | ギャビ・ガルシア       | タリタ・ノゲイラ       | ジェシカ・オリヴェイラ |

### ADCC 2015
第11回、2015年8月29日 - 30日、ブラジル・サンパウロ。詳細は 大会公式記録 を参照。
| 階級           | 優勝                     | 準優勝                       | 第3位                      |
| -------------- | ------------------------ | ---------------------------- | -------------------------- |
| 66kg未満級     | フーベンス・シャーレス   | ブルーノ・フラザト           | アウグスト・メンデス       |
| 77kg未満級     | ダヴィ・ハモス           | ルーカス・レプリ             | ギルバート・バーンズ       |
| 88kg未満級     | ユーリ・シモエス         | キーナン・コーネリアス       | ラスタム・チェシエフ       |
| 99kg未満級     | ホドウフォ・ヴィエイラ   | フェリッペ・ペナ             | ジョアオ・アシス           |
| 99kg以上級     | オーランド・サンチェス   | ジャレッド・ドップ           | ヴィニシウス・マガリャエス |
| 無差別級       | クラウジオ・カラザンス   | ジョアオ・ガブリエル・ホシャ | ホドウフォ・ヴィレイラ     |
| 女子60kg未満級 | マッケンジー・ダーン     | ミッシェル・ニコリニ         | タミー・ムスメシ           |
| 女子60kg以上級 | アナ・ロウラ・コルデイロ | ジェシカ・オリヴェイラ       | ギャビ・ガルシア           |

### ADCC 2013
第10回、2013年10月19日 - 20日、中国・北京。詳細は 大会公式記録 を参照。
| 階級           | 優勝                   | 準優勝                       | 第3位                  |
| -------------- | ---------------------- | ---------------------------- | ---------------------- |
| 66kg未満級     | フーベンス・シャーレス | ハファエル・メンデス         | ジャスティン・レイダー |
| 77kg未満級     | クロン・グレイシー     | オタービオ・ソウザ           | ジョナサン・トーレス   |
| 88kg未満級     | ホムロ・バハル         | ハファエル・ロバト・ジュニア | キーナン・コーネリアス |
| 99kg未満級     | ジョアオ・アシス       | ディーン・リスター           | レオナルド・ノゲイラ   |
| 99kg以上級     | マーカス・アルメイダ   | ガブリエル・デ・オリベイラ   | ホベルト・アヴェルー   |
| 無差別級       | ホベルト・アヴェルー   | マーカス・アルメイダ         | キーナン・コーネリアス |
| 女子60kg未満級 | ミッシェル・ニコリニ   | ルアナ・アズギエル           | 山本聖子               |
| 女子60kg以上級 | ギャビ・ガルシア       | マリア・マリジャシアシク     | タミー・クリーゴ       |

### ADCC 2011
第9回、2011年9月24日 - 25日、イギリス・ノッティンガム。詳細は 大会公式記録 を参照。
| 階級           | 優勝                       | 準優勝                     | 第3位                |
| -------------- | -------------------------- | -------------------------- | -------------------- |
| 66kg未満級     | ハファエル・メンデス       | フーベンス・シャーレス     | ジェフ・グローバー   |
| 77kg未満級     | マルセロ・ガッシア         | レオナルド・ヴィエイラ     | クロン・グレイシー   |
| 88kg未満級     | アンドレ・ガウヴァオン     | ホジマール・パリャーレス   | パブロ・ポポビッチ   |
| 99kg未満級     | ディーン・リスター         | ジョアオ・アシス           | シャンジ・ヒベイロ   |
| 99kg以上級     | ヴィニシウス・マガリャエス | ファブリシオ・ヴェウドゥム | ホベルト・アヴェルー |
| 無差別級       | アンドレ・ガウヴァオン     | パブロ・ポポビッチ         | シャンジ・ヒベイロ   |
| 女子60kg未満級 | キーラ・グレイシー         | ミッシェル・ニコリニ       | ルアナ・アズギエル   |
| 女子60kg以上級 | ギャビ・ガルシア           | アネッチ・エスタッキ       | イダ・ハンセン       |

### ADCC 2009
第8回、2009年9月26日 - 27日、スペイン・バルセロナ。詳細は 大会公式記録 を参照。
| 階級           | 優勝                       | 準優勝                   | 第3位                      |
| -------------- | -------------------------- | ------------------------ | -------------------------- |
| 66kg未満級     | ハファエル・メンデス       | フーベンス・シャーレス   | ライアン・ホール           |
| 77kg未満級     | パブロ・ポポビッチ         | マルセロ・ガッシア       | グレゴー・グレイシー       |
| 88kg未満級     | ブラウリオ・エスティマ     | アンドレ・ガウヴァオン   | デヴィッド・アヴェラン     |
| 99kg未満級     | シャンジ・ヒベイロ         | ジェラルデド・リナルディ | ヴィニシウス・マガリャエス |
| 99kg以上級     | ファブリシオ・ヴェウドゥム | ホベルト・アヴェルー     | ジェフ・モンソン           |
| 無差別級       | ブラウリオ・エスティマ     | シャンジ・ヒベイロ       | ヴィニシウス・マガリャエス |
| 女子60kg未満級 | ルアナ・アズギエル         | 塩田さやか               | ヒラリー・ウィリアムス     |
| 女子60kg以上級 | アネッチ・エスタッキ       | ペニー・トーマス         | クリスチャン・サイボーグ   |

### ADCC 2007
第7回、2007年5月5日 - 6日、アメリカ合衆国・ニュージャージー州。詳細は 大会公式記録 を参照。
| 階級           | 優勝                       | 準優勝                     | 第3位                      |
| -------------- | -------------------------- | -------------------------- | -------------------------- |
| 66kg未満級     | ハニ・ヤヒーラ             | レオナルド・ヴィエイラ     | バレット・ヨシダ           |
| 77kg未満級     | マルセロ・ガッシア         | パブロ・ポポビッチ         | アンドレ・ガウヴァオン     |
| 88kg未満級     | デミアン・マイア           | フラビオ・アルメイダ       | ターシス・フンフェリー     |
| 99kg未満級     | シャンジ・ヒベイロ         | ブラウリオ・エスティマ     | ロバート・ドリスデール     |
| 99kg以上級     | ファブリシオ・ヴェウドゥム | ホーレス・グレイシー       | マーシオ・クルーズ         |
| 無差別級       | ロバート・ドリスデール     | マルセロ・ガッシア         | アンドレ・ガウヴァオン     |
| 女子55kg未満級 | 塩田さやか                 | フェリシア・オー           | 藤井惠                     |
| 女子60kg未満級 | キーラ・グレイシー         | タラ・ラローサ             | 端貴代                     |
| 女子67kg未満級 | アネッチ・エスタッキ       | ケリー・ポール             | マルース・クーネン         |
| 女子67kg以上級 | ペニー・トーマス           | ラナ・ステファニック       | ホサンジェラ・コンセイソン |
| 女子無差別級   | アネッチ・エスタッキ       | ホサンジェラ・コンセイソン | ケリー・ポール             |

- スーパーファイト ○  ホジャー・グレイシー vs.  ユノラフ・エイネモ ×
  - 前回勝者のディーン・リスターが負傷欠場、代役のヒカルド・アローナも欠場し、99kg未満級にエントリーしていたエイネモが出場した[7]。

### ADCC 2005
第6回、2005年5月28日 - 29日、アメリカ合衆国・カリフォルニア州。詳細は 大会公式記録 を参照。
| 階級           | 優勝                   | 準優勝                     | 第3位                      |
| -------------- | ---------------------- | -------------------------- | -------------------------- |
| 66kg未満級     | レオナルド・ヴィエイラ | ハニ・ヤヒーラ             | マーシオ・フェイトーザ     |
| 77kg未満級     | マルセロ・ガッシア     | パブロ・ポポビッチ         | ジェイク・シールズ         |
| 88kg未満級     | ホナウド・ジャカレイ   | デミアン・マイア           | サウロ・ヒベイロ           |
| 99kg未満級     | ホジャー・グレイシー   | アレッシャンドリ・カカレコ | シャンジ・ヒベイロ         |
| 99kg以上級     | ジェフ・モンソン       | ガブリエル・ゴンザーガ     | ファブリシオ・ヴェウドゥム |
| 無差別級       | ホジャー・グレイシー   | ホナウド・ジャカレイ       | マルセロ・ガッシア         |
| 女子60kg未満級 | キーラ・グレイシー     | レカ・ヴィエイラ           | 藤井惠                     |
| 女子60kg以上級 | ジュリアナ・ボルジェス | ステイシー・カートライト   | キズマ・バトゥン           |
| 女子無差別級   | ジュリアナ・ボルジェス | タラ・ラローサ             | アマンダ・ブキャナー       |

- スーパーファイト ○  ディーン・リスター vs.  ジャン・ジャック・マチャド ×
  - 前回勝者のヒカルド・アローナが欠場し、77kg未満級に出場予定のマチャドがスーパーファイトに移動。

### ADCC 2003
第5回、2003年5月17日 - 18日、ブラジル・サンパウロ。詳細は 大会公式記録 を参照。
| 階級       | 優勝                   | 準優勝                     | 第3位                      |
| ---------- | ---------------------- | -------------------------- | -------------------------- |
| 66kg未満級 | レオナルド・ヴィエイラ | バレット・ヨシダ           | ホイラー・グレイシー       |
| 77kg未満級 | マルセロ・ガッシア     | オットー・オルソン         | ビトー・ヒベイロ           |
| 88kg未満級 | サウロ・ヒベイロ       | ホナウド・ジャカレイ       | デビッド・テレル           |
| 99kg未満級 | ユノラフ・エイネモ     | アレッシャンドリ・カカレコ | ホジャー・グレイシー       |
| 99kg以上級 | マーシオ・クルーズ     | ファブリシオ・ヴェウドゥム | アレックス・ネガオン       |
| 無差別級   | ディーン・リスター     | アレッシャンドリ・カカレコ | ファブリシオ・ヴェウドゥム |

### ADCC 2001
第4回、2001年4月11日 - 13日、アラブ首長国連邦・アブダビ。詳細は 大会公式記録 を参照。
| 階級       | 優勝                   | 準優勝                     | 第3位                      |
| ---------- | ---------------------- | -------------------------- | -------------------------- |
| 66kg未満級 | ホイラー・グレイシー   | バレット・ヨシダ           | ホブソン・モウラ           |
| 77kg未満級 | マーシオ・フェイトーザ | マット・セラ               | レオナルド・サントス       |
| 88kg未満級 | 菊田早苗               | サウロ・ヒベイロ           | ニーノ・シェンブリ         |
| 99kg未満級 | ヒカルド・アローナ     | ヒカルド・アルメイダ       | アレッシャンドリ・カカレコ |
| 99kg以上級 | マーク・ロビンソン     | ジェフ・モンソン           | マーシオ・クルーズ         |
| 無差別級   | ヒカルド・アローナ     | ジャン・ジャック・マチャド | ビクトー・ベウフォート     |

### ADCC 2000
第3回、2000年3月1日 - 3日、アラブ首長国連邦・アブダビ。詳細は 大会公式記録 を参照。
| 階級       | 優勝                 | 準優勝                     | 第3位                  |
| ---------- | -------------------- | -------------------------- | ---------------------- |
| 66kg未満級 | ホイラー・グレイシー | アレッシャンドリ・ソッカ   | ジョー・ギルバート     |
| 77kg未満級 | ヘンゾ・グレイシー   | ジャン・ジャック・マチャド | マーシオ・フェイトーザ |
| 88kg未満級 | サウロ・ヒベイロ     | ヒカルド・リボーリオ       | アレキサンダー・サフコ |
| 99kg未満級 | ヒカルド・アローナ   | ジェフ・モンソン           | ティト・オーティズ     |
| 99kg以上級 | マーク・ケアー       | リコ・ロドリゲス           | ヒーガン・マチャド     |
| 無差別級   | マーク・ケアー       | ショーン・アルバレス       | ヒカルド・アルメイダ   |

### ADCC 1999
第2回、1999年2月24日 - 26日、アラブ首長国連邦・アブダビ。詳細は 大会公式記録 を参照。
| 階級       | 優勝                       | 準優勝                   | 第3位                        |
| ---------- | -------------------------- | ------------------------ | ---------------------------- |
| 66kg未満級 | ホイラー・グレイシー       | アレッシャンドリ・ソッカ | アレクサンダー・プラフスキー |
| 77kg未満級 | ジャン・ジャック・マチャド | 宇野薫                   | 桜井速人                     |
| 88kg未満級 | カリーム・バルコロフ       | アレキサンダー・サフコ   | ヒカルド・リボーリオ         |
| 99kg未満級 | ジェフ・モンソン           | サウロ・ヒベイロ         | ヒカルド・アルメイダ         |
| 99kg以上級 | マーク・ケアー             | ショーン・アルバレス     | クリストファー・ヘイズマン   |
| 無差別級   | ホベルト・トラヴェン       | 桜井速人                 | リコ・ロドリゲス             |

### ADCC 1998
第1回、1998年3月20日 - 22日、アラブ首長国連邦・アブダビ。詳細は 大会公式記録 を参照。
| 階級       | 優勝                     | 準優勝               | 第3位                        |
| ---------- | ------------------------ | -------------------- | ---------------------------- |
| 66kg未満級 | アレッシャンドリ・ソッカ | ホビン・グレイシー   | アレクサンダー・プラフスキー |
| 77kg未満級 | ヘンゾ・グレイシー       | ルイス・ブリトー     | ファビアノ・イハ             |
| 88kg未満級 | ホドリゴ・グレイシー     | カリーム・バルコロフ | アフメド・ファライ           |
| 99kg未満級 | マリオ・スペーヒー       | ヒカルド・アルメイダ | ボー・ハーシュバーガー       |
| 99kg以上級 | リコ・ロドリゲス         | ショーン・アルバレス | サイモン・シアン             |
| 無差別級   | マリオ・スペーヒー       | ヒカルド・モラエス   | サイモン・シアン             |

## 日本人の成績

### 日本人の入賞者

#### 優勝
- 菊田早苗（2001年、88kg未満級）
- 塩田さやか（2007年、女子55kg未満級）

#### 準優勝
- 宇野薫（1999年、77kg未満級）
- 桜井速人（1999年、無差別級）
- 塩田さやか（2009年、女子60kg未満級）

#### 3位
- 桜井速人（1999年、77kg未満級）
- 藤井惠（2回・2005年、女子60kg未満級、2007年、女子55kg未満級）
- 端貴代（2007年、女子60kg未満級）
- 山本聖子（2013年、女子60kg未満級）

### 日本人の年度別成績
- 日本人選手が参加したのは1999年の第2回大会からである。

#### ADCC 1999
| 66kg未満級 | 廣野剛康       | 1回戦でアレッシャンドリ・ソッカに敗退。 |
|            | 阿部裕幸       | 1回戦でジョン・ホーキに敗退。 |
| 77kg未満級 | 宇野薫         | 1回戦でジョン・ルイスに勝利。準々決勝でペドロ・デュアルチに勝利。準決勝でエディ・ルイスに勝利。決勝でジャン・ジャック・マチャドに敗退。                         |
|            | 桜井速人       | 1回戦でアンドレ・ペデネイラスに勝利。準々決勝でファビアノ・イハに勝利。準決勝でジャン・ジャック・マチャドに敗退。3位決定戦でエディ・ルイスに勝利。              |
|            | 佐藤ルミナ     | 体調不良により出場取り止め。 |
|            | Masanori Okawa | 1回戦でミカ・ピットマンに敗退。 |
| 88kg未満級 | 郷野聡寛       | 1回戦でヒカルド・リボーリオに敗退。 |
|            | 鶴巻伸洋       | 1回戦でファビオ・グージェウに敗退。 |
|            | 小路晃         | 1回戦でアマウリ・ビテッチに敗退。 |
| 99kg未満級 | 高瀬大樹       | 1回戦でヴァーノン・ホワイトに敗退。 |
|            | 菊田早苗       | 1回戦でヒーガン・マチャドに敗退。 |
| 99kg以上級 | 平松泰明       | 1回戦でマーク・ロビンソンに敗退。 |
| 無差別級   | 桜井速人       | 1回戦でヴィニシウス・"ドラキュリーノ"・マガリャエスに勝利。準々決勝でムラート・オゾフに勝利。準決勝でリコ・ロドリゲスに勝利。決勝でホベルト・トラヴェンに敗退。 |

#### ADCC 2000
| 66kg未満級 | 若林次郎   | 1回戦でマシュー・ハミルトンに勝利。準々決勝でホイラー・グレイシーに敗退。 |
|            | 阿部裕幸   | 1回戦でアンソニー・ハムレットに敗退。                                     |
|            | 矢野卓見   | 1回戦でアレッシャンドリ・ソッカに敗退。                                   |
| 77kg未満級 | 八隅孝平   | 1回戦でマイク・バーネットに敗退。                                         |
|            | 佐藤ルミナ | 1回戦でビトー・ヒベイロに敗退。                                           |
|            | 宇野薫     | 1回戦でマーシオ・フェイトーザに敗退。                                     |
|            | 桜井速人   | 1回戦でイスラエル・アルブケルクに敗退。                                   |
| 88kg未満級 | 竹内出     | 1回戦でデイブ・メネーに敗退。                                             |
|            | 大山利幸   | 1回戦でヒカルド・リボーリオに敗退。                                       |
| 99kg未満級 | 金原弘光   | 1回戦でヒカルド・アローナに敗退。                                         |
| 無差別級   | 佐藤ルミナ | 1回戦でティト・オーティズに敗退。                                         |

#### ADCC 2001
| 66kg未満級 | 平井満生 | 1回戦でマイク・コルドッソに敗退。                                                                                           |
|            | 阿部裕幸 | 1回戦でホブソン・モウラに敗退。                                                                                             |
|            | 植松直哉 | 1回戦でジャン・ネオル・シャロエに勝利。準々決勝でバレット・ヨシダに敗退。                                                   |
|            | 小西良徳 | 1回戦でアレッシャンドリ・ソッカに敗退。                                                                                     |
|            | 矢野卓見 | 1回戦でコンスタンティン・ヴラチェスに勝利。準々決勝でアレッシャンドリ・ソッカに敗退。                                       |
| 77kg未満級 | 須藤元気 | 1回戦でホドリゴ・グレイシーに敗退。                                                                                         |
|            | 池田秀治 | 1回戦でガヴィン・カルパーに敗退。                                                                                           |
|            | 宇野薫   | 1回戦でフェルナンド・ヴァスコンセーロスに敗退。                                                                             |
|            | 加藤鉄史 | 1回戦でレオナルド・サントスに敗退。                                                                                         |
|            | 五味隆典 | 1回戦でマット・セラに敗退。                                                                                                 |
| 88kg未満級 | 郷野聡寛 | 1回戦でニーノ・シェンブリに敗退。                                                                                           |
|            | 小幡邦彦 | 1回戦でリチャード・アンダーソンに敗退。                                                                                     |
|            | 菊田早苗 | 1回戦でエヴァン・タナーに勝利。準々決勝でクリス・ブラウンに勝利。準決勝でイーゲン井上に勝利。決勝でサウロ・ヒベイロに勝利。 |
|            | 田村潔司 | 1回戦でヒカルド・リボーリオに敗退。                                                                                         |
| 99kg未満級 | 矢野倍達 | 1回戦でディーン・リスターに敗退。                                                                                           |
|            | 藤田尚志 | 1回戦でレナート・ババルに敗退。                                                                                             |
|            | 高阪剛   | 1回戦でホーレス・グレイシーに敗退。                                                                                         |
| 99kg以上級 | 福田弘樹 | 1回戦でビクトー・ベウフォートに敗退。                                                                                       |
|            | 谷津嘉章 | 1回戦でリコ・ロドリゲスに敗退。                                                                                             |
| 無差別級   | 矢野倍達 | 1回戦でサウロ・ヒベイロに敗退。                                                                                             |
|            | 須藤元気 | 1回戦でビクトー・ベウフォートに敗退。                                                                                       |
|            | 高阪剛   | 1回戦でジャン・ジャック・マチャドに敗退。                                                                                   |

#### ADCC 2003
| 66kg未満級 | 平田勝裕     | 1回戦でアレッシャンドリ・ソッカに敗退。                             |
|            | 戸井田カツヤ | 1回戦でバレット・ヨシダに敗退。                                     |
| 77kg未満級 | 國奥麒樹真   | 1回戦でマルセロ・ガッシアに敗退。                                   |
|            | 石田光洋     | 1回戦でクリス・ブラウンに敗退。                                     |
| 88kg未満級 | 岡見勇信     | 1回戦でマット・リンドランドに敗退。                                 |
|            | 佐々木有生   | 1回戦でサウロ・ヒベイロに敗退。                                     |
|            | 小路晃       | 1回戦でデビッド・テレルに敗退。                                     |
| 99kg未満級 | 小澤幸康     | 1回戦でヒーガン・マチャドに敗退。                                   |
| 99kg以上級 | 石井淳       | 1回戦でアレックス・ネガォンに敗退。                                 |
|            | 高阪剛       | 1回戦でファブリシオ・ヴェウドゥムに敗退。                           |
| 無差別級   | 佐々木有生   | 1回戦でマーシオ・クルーズに敗退。                                   |
|            | 小路晃       | 1回戦で石田光洋に勝利。準々決勝でファブリシオ・ヴェウドゥムに敗退。 |
|            | 石田光洋     | 1回戦で小路晃に敗退。                                               |

#### ADCC 2005

##### 男子
| 66kg未満級 | 鈴木徹   | 1回戦でレオナルド・ヴィエイラに敗退。                                   |
| 77kg未満級 | 青木真也 | 1回戦でマルコス・アヴェランに勝利。準々決勝でマルセロ・ガッシアに敗退。 |
| 88kg未満級 | 三原秀美 | 1回戦でデヴィッド・アヴェランに敗退。                                   |
|            | 花井岳文 | 1回戦でジョルジ・パチーユ・マカコに敗退。                               |
| 99kg未満級 | 内藤征弥 | 1回戦でアレッシャンドリ・カカレコに敗退。                               |
| 99kg以上級 | 石井淳   | 1回戦でラディ・ファーガソンに敗退。                                     |
| 無差別級   | 青木真也 | 1回戦でホジャー・グレイシーに敗退。                                     |

##### 女子
| 60kg未満級 | 藤井惠     | 1回戦でリマ・ハダッドに勝利。準決勝でキーラ・グレイシーに敗退。3位決定戦でギャジー・パーマンに勝利。         |
| 60kg以上級 | 近藤有希   | 1回戦でマルース・クーネンに敗退。                                                                            |
|            | 藪下めぐみ | 1回戦でアマンダ・ブキャナーに勝利。準決勝でジュリアナ・ボルジェスに敗退。3位決定戦でキズマ・バトゥンに敗退。 |
| 無差別級   | 藪下めぐみ | 1回戦でタラ・ラローサに敗退。                                                                                |

#### ADCC 2007

##### 男子
| 66kg未満級 | 植松直哉        | 1回戦でハビエル・バスケスに勝利。準々決勝で鈴木徹に敗退。                                                                          |
|            | 鈴木徹          | 1回戦でルニエ・ニコラスに勝利。準々決勝で植松直哉に勝利。準決勝でレオナルド・ヴィエイラに敗退。3位決定戦でバレット・ヨシダに敗退。 |
|            | 三島☆ド根性ノ助 | 1回戦でヘナート・ミグリッチオに勝利。準々決勝でバレット・ヨシダに敗退。                                                            |
| 77kg未満級 | 杉江大輔        | 1回戦でミルトン・ヴィエイラに勝利。準々決勝でパブロ・ポポビッチに敗退。                                                            |
|            | 花井岳文        | 1回戦でサウロ・ヒベイロに敗退。 |
| 88kg未満級 | 岡見勇信        | 1回戦でデミアン・マイアに敗退。 |
| 99kg未満級 | 小澤幸康        | 1回戦でシャンジ・ヒベイロに敗退。                                                                                                  |
| 99kg以上級 | 永田尚道        | 1回戦でホーレス・グレイシーに敗退。                                                                                                |

##### 女子
| 55kg未満級 | 藤井惠     | 1回戦でレイチェル・ホイートリー勝利。準決勝でフェリシア・オーに敗退。3位決定戦でビアンカ・バレットに勝利。 |
|            | 塩田さやか | 1回戦でシンディ・ヘールズに勝利。準決勝でビアンカ・バレットに勝利。決勝でフェリシア・オーに勝利。          |
| 60kg未満級 | 端貴代     | 1回戦でヴァネッサ・ポルトに勝利。準決勝でタラ・ラローサに敗退。3位決定戦で赤野仁美に勝利。                 |
|            | 赤野仁美   | 1回戦でカサンドラ・ブラソに勝利。準々決勝でキーラ・グレイシーに敗退。3位決定戦で端貴代に敗退。             |
| 67kg未満級 | 玉井敬子   | 1回戦でマルース・クーネンに敗退。                                                                          |
| 67kg以上級 | 高橋洋子   | 1回戦でラナ・ステファニックに敗退。                                                                        |

#### ADCC 2009

##### 男子
| 66kg未満級 | 八隅孝平  | 1回戦でハニ・ヤヒーラに敗退。 |
|            | 中村浩士  | 1回戦でフーベンス・シャーレスに敗退。 |
| 77kg未満級 | 中村K太郎 | 1回戦でミルトン・ヴィエイラに勝利。準々決勝でマルセロ・アゼベドに勝利。準決勝でマルセロ・ガッシアに敗退。3位決定戦でグレゴー・グレイシーに敗退。 |
|            | 吉田善行  | 1回戦でレオナルド・サントスに敗退。 |
| 88kg未満級 | 荒井勇二  | 1回戦でブラウリオ・エスティマに敗退。 |
| 99kg未満級 | 中西良行  | 1回戦でジェラルディ・リナルディに敗退。 |
| 99kg以上級 | 金親幸嗣  | 1回戦でサウロ・ヒベイロに敗退。 |

##### 女子
| 60kg未満級 | 藤井惠     | 1回戦でヒラリー・ウィリアムスに敗退。                                                                       |
|            | 塩田さやか | 1回戦でビアンカ・アンドラーデに勝利。準決勝でヒラリー・ウィリアムスに勝利。決勝でルアナ・アズギエルに敗退。 |
| 60kg以上級 | 赤野仁美   | 1回戦でアネッチ・エスタッキに敗退。                                                                         |

#### ADCC 2011

##### 男子
| 66kg未満級 | 徹肌ィ郎   | 1回戦でライアン・ホールに敗退。       |
| 77kg未満級 | 中倉三四郎 | 1回戦でヴィトー・エスティマに敗退。   |
| 99kg未満級 | 安西信昌   | 1回戦でルシオ・ラガルトに敗退。       |
| 99kg以上級 | 関根秀樹   | 1回戦でホベルト・アヴェルーに敗退。   |
| 無差別級   | 安西信昌   | 1回戦でアンドレ・ガウヴァオンに敗退。 |

##### 女子
| 60kg未満級 | 端貴代 | 1回戦でロジー・セクストンに勝利。準決勝でキーラ・グレイシーに敗退。3位決定戦でルアナ・アズギエルに敗退。 |

#### ADCC 2013

##### 男子
| 66kg未満級 | 吉岡崇人   | 1回戦でハファエル・メンデスに敗退。                                           |
|            | 鈴木徹     | 1回戦でティモ・ヒルヴィカンガスに勝利。準々決勝でハファエル・メンデスに敗退。 |
|            | 佐々木佑太 | 1回戦でヒカルド・ヴィエイラに敗退。                                           |
| 77kg未満級 | 北岡悟     | 1回戦でゲーリー・トノンに敗退。                                               |
|            | 山田崇太郎 | 1回戦でレオナルド・ヴィレイラに敗退。                                         |
| 88kg未満級 | 安西信昌   | 1回戦でハファエル・ロバト・ジュニアに敗退。                                   |
| 99kg未満級 | 小澤幸康   | 1回戦でマイケル・ナットソンに敗退。                                           |
| 99kg以上級 | 関根秀樹   | 1回戦でロビー・ドノフリオに勝利。準々決勝でマーカス・アルメイダに敗退。       |
| 無差別級   | 関根秀樹   | 1回戦でディーン・リスターに敗退。                                             |

##### 女子
| 60kg未満級 | 山本聖子   | 1回戦でクリスティーナ・バーランに勝利。準決勝でミッシェル・ニコリニに敗退。3位決定戦でアナ・ミッシェリ・タヴァレスが負傷による欠場のため不戦勝。 |
| 60kg以上級 | 中倉百合花 | 1回戦でギャビ・ガルシアに敗退。 |

#### ADCC 2015

##### 男子
| 66kg未満級 | 平尾悠人 | 1回戦でヘナン・サンカール・サントスに敗退。 |
| 88kg未満級 | 三原秀美 | 1回戦でハファエル・ロバト・ジュニアに敗退。 |
| 99kg未満級 | 小澤幸康 | 1回戦でシャンジ・ヒベイロに敗退。           |
| 99kg以上級 | 関根秀樹 | 1回戦でホドリゴ・カバカに敗退。             |
| 無差別級   | 関根秀樹 | 1回戦でユーリ・シモエスに敗退。             |

##### 女子
| 60kg未満級 | 湯浅麗歌子 | 1回戦でミッシェル・ニコリニに敗退。 |

#### ADCC 2017

##### 男子
| 66kg未満級 | 嶋田裕太 | 1回戦でアウグスト・メンデスに敗退。   |
| 99kg未満級 | 小澤幸康 | 1回戦でフェリッペ・ペナに敗退。       |
| 99kg以上級 | 関根秀樹 | 1回戦でオーランド・サンチェスに敗退。 |

##### 女子
| 60kg未満級 | 湯浅麗歌子 | 1回戦でミッシェル・ニコリニに敗退。 |

#### ADCC 2019

##### 男子
| 66kg未満級 | 岩本健汰 | 1回戦でパウロ・ミヤオに敗退。 |

##### 女子
| 60kg未満級 | 湯浅麗歌子 | 1回戦でフィオン・デービスに敗退。 |

#### ADCC 2022

##### 男子
| 77kg未満級 | 岩本健汰 | 1回戦でジョナサン・トーレス に敗退。 |